# Paumakua de Maui
Paumakua, también conocido como Paumakua-a-Huanuiʻikalailai, es nombre del primer rey de la isla de Maui en Antiguo Hawái.
Su genealogía se puede encontrar en el antiguo canto Kumulipo.
Su padre era un noble llamado Huanuiʻikalailai (el hijo de Pau de Oahu) y de su mujer, Kapohaʻakia).
La madre de Paumakua era la Gran Jefa Kapoea (Kapola), y el hermano de Paumakua era el noble llamado Kuheailani, el padre de Hakalanilea.
Paumakua se casó con su hermana Manokalililani y su hijo fue el rey Haho de Maui.